# Алдан
Алдан е голяма река в Азиатската част на Русия, Източен Сибир, Република Якутия (Саха), десен приток на Лена. Дължината ѝ е 2273 km, която ѝ отрежда 8-о място по дължина сред реките на Русия.

## Географска характеристика

### Извор, течение, устие
Река Алдан води началото си от северния склон в западната част на Становия хребет, на 1456 m н.в., в южната част на Република Якутия (Саха). В началото на горното си течение (1065 km) тече на север, а след това до устието на река Учур – на изток през Алданската планинска земя. В този участък долината ѝ е дълбока, със стръмни (от 250 до 400 m) склонове, врязана в архайски и камбрийски скали. Руслото ѝ по принцип е праволинейно, с малко завои и острови по него, а на места има и долинни разширения. Средното течение (801 km) се простира от устието на Учур до устието на Амга. Тук Алдан тече на североизток, а след устието на река Мая на север през югоизточната и източна част на Лено-Алданското плато (източната част на Приленското плато), в подножията на планинските хребети Улахан-Бом и Сете-Дабан. В началото, при излизането си от Алданската планинска земя руслото на Алдан се разделя на ръкави, а към устието на Мая отново се събира в едно корито. След устието на Мая отново се дели на множество плитководни ръкави, като количеството на островите, протоците и ръкавите надолу по течението силно нарастват. В долното течение (407 km) Алдан тече през източната част на Централно-Якутската равнина в северозападна и западна посока. Тук по цялото си протежение руслото на реката е разделено на стотици ръкави с острови между тях, изоставени корита (старици) и малки езера. Основното корито променя местоположението във времето, което е съпроводено с чести преразпределяния на оттока между различните ръкави и протоци. Влива отдясно в река Лена, при нейния 1311 km, на 72 m н.в., при село Батамай, Република Якутия (Саха).

### Водосборен басейн
Водосборният басейн на Алдан има площ от 729 хил. km2, което представлява 29,28% от водосборния басейн на река Лена и се простира на части от Хабаровски край (северозападната част) и Република Якутия (Саха) (югоизточната част). Във физикогеографско отношение водосборният басейн на реката обхваща: северните части на Становия хребет, почти цялата територия на Алданската планинска земя, източните части на Приленското плато (Лено-Алданско плато) и Централно-Якутската равнина, южните склонове на Верхоянския хребет и западните склонове на Приохотските планини – хребетите Улахан-Бом, Сете-Дабан и Джугджур. Целият водосборен басейн на реката се намира в зоната на тайгата и в зоната на вечно замръзналата земя.
Границите на водосборния басейн на реката са следните:
- на запад – водосборните басейни на реките Суола, Тама, Буотама, Туолба и други по-малки десни притоци на Лена;
- на север – водосборния басейн на река Яна, вливаща се в море Лаптеви;
- на североизток – водосборния басейн на река Индигирка, вливаща се в Източносибирско море;
- на изток – водосборните басейни на реките Охота, Урак, Уля, Уда и други по-малки, вливащи се в Охотско море;
- на юг – водосборния басейн на река Амур, вливаща се в Охотско море.

### Притоци
Река Алдан получава 275 притока с дължина над 10 km, като 43 от тях са с дължина над 100 km, в т.ч. 4 притока с дължина от 500 до 1000 km и 2 притока с дължина над 1000 km:
- 1985 ← Унгра 107 / 6730
- 1944 → Амедичи 313 / 6020
- 1903 ← Малък Нимнир 134 / 3170
- 1894 → Чуга 236 / 7270
- 1888 ← Голям Нимнир 181 / 4860
- 1820 → Чомполо 102 / 2940
- 1641 ← Якокут 105 / 1560
- 1538 ← Тимптон 644 / 44 400
- 1383 ← Угун 108 / 1480
- 1260 ← Улахан-Силигиля 103 / 2480
- 1211 → Унгюеле 239 / 12 200, при посьолок Чагда
- 1208 ← Учур 812 / 113 000, при посьолок Чагда
- 1162 → Лапа 164 / 2120, при село Лапа
- 1104 ← Дянда 163 / 3820, при село Кутана
- 1093 → Кюндеки 114 / 1090
- 1081 → Белкачи 171 / 3340, при село Белкачи
- 1010 ← Билир (Аргитар) 230 / 3420
- 967 → Мил 210 / 4990, при село Уст Мил
- 981 → Торинг-Елге 148 / 1730
- 847 → Мокуя 104 / 1580, при посьолок Уст Мая
- 845 ← Мая 1053 / 171 000, при посьолок Уст Мая
- 806 ← Хамна 222 / 3520
- 770 ← Аллах-Юн 586 / 24 200
- 735 ← Джунекян 102 / 3340, при посьолок Елдикан
- 706 → Нуотара 308 / 7440
- 623 ← Ханда (Белая) 281 / 8790
- 619 → Куолума 253 / 4640
- 548 → Ноху 168 / 2490
- 535 ← Сугжа 138 / 3260
- 492 ← Тири 327 / 14 000
- 467 ← Източна Хандига 290 / 9950
- 407 → Амга 1462 / 69 300
- 394 ← Томпо 570 / 42 700, при село Мегино-Алдан
- 309 ← Хандига (Лосьовая) 281 / 9090
- 271 → Тата 414 / 10 200, при село Булун
- 271 → Бояга 145 / 2540
- 240 ← Барайи 251 / 4880
- 213 ← Източна Градига 104 / 674
- 148 ← Тукулан 191 / 2880
- 144 → Танда 159 / 3840
- 138 ← Байбакан 119 / 1120
- 56 ← Келе 242 / 8620, при село Дигдал
- 12 ← Тумара 236 / 10 300

### Хидрографска характеристика
Подхранването на реката е смесено: снежно (от 20 до 40%); дъждовно (от 40 до 60%) през лятно-есенния период и е свързано с мусонните дъждове във водосборния басейн, подземно (10 – 15%). Режимът на оттока се характеризира с кратки и високи (май-юни) пролетни води и продължително лятно-есенно пълноводие (юли-септември). Маловодието започва от септември и продължава до началото на размразяването на реката на реката в началото на май и трае около 200 дни. През зимата в горното течение няма никакъв отток поради замръзването на реката до дъното. В края на март дебелината на леда достига до 1,5 m. Река Алдан е най-пълноводния приток на Лена. Среден многогодишен отток при ХМС „Верхоянски перевоз“ (на 151 km от устието) 5246 m3/s, в устието 5495 m3/s, което като обем представлява 173,586 km3/год, максимален 48500 m3/s. Ледовете по течението на Алдан започват да се появяват около 10 – 13 октомври и течение от 7 до 20 дни реката замръзва. Замръзването продължава от 196 дни в горното до 208 дни в долното течение. Размразява се през май за период от 11 до 15 дни.

## Селища
По дългото течение на Алдан са разположени малко населени места, всичко 35, в т.ч. град Томот и селищата от градски тип Чагда, Уст Мая, Елдикан, Джебарики-Хая и Хандига.

## Стопанско значение
От май до октомври реката е плавателна на 1600 km от устието до град Томот и е важна водна артерия за извозване на продукцията на рудодобивните предприятия и доставката обратно на продоволствени и промишлени стоки. Във водосборния басейн на реката има големи находища на злато (селата Белкачи и Уст Мил), въглища (в района на град Нерюнгри и селището Джебарики-Хая) и слюда. Изработен е проект за изграждане на Южноякутската каскада от ВЕЦ-ове.